# Chigateegalagutta, Bagepalli
Chigateegalagutta là một làng thuộc tehsil Bagepalli, huyện Kolar, bang Karnataka, Ấn Độ.